# Anker (công ty)
Anker là một công ty điện tử của Trung Quốc thuộc quyền sở hữu bởi Anker Innovations và có trụ sở tại Thâm Quyến, Quảng Đông. Là thương hiệu sản xuất phụ kiện cho máy tính và điện thoại.

## Lịch sử

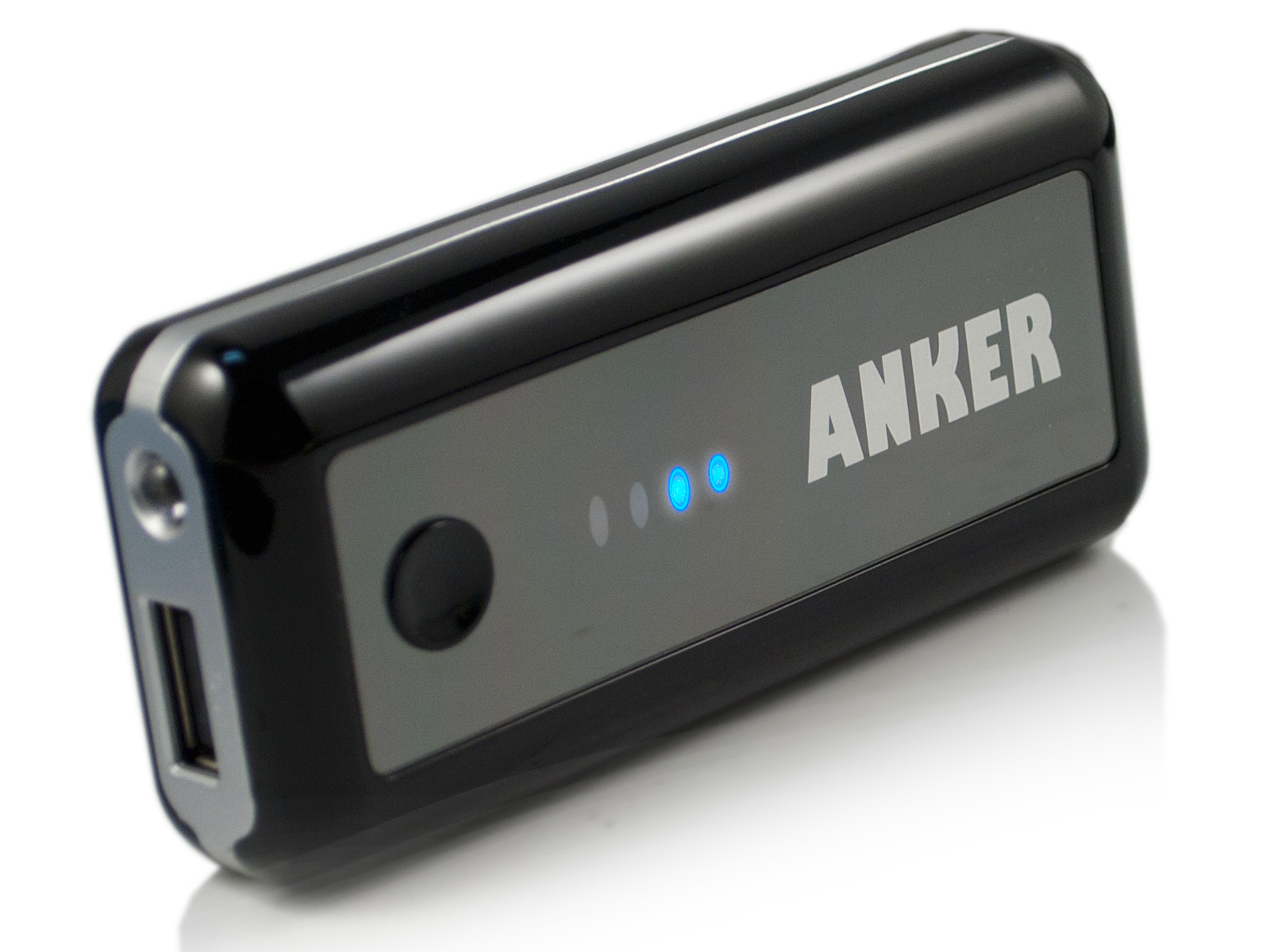
Anker Astro, Sạc dự phòng được giới thiệu vào năm 2011

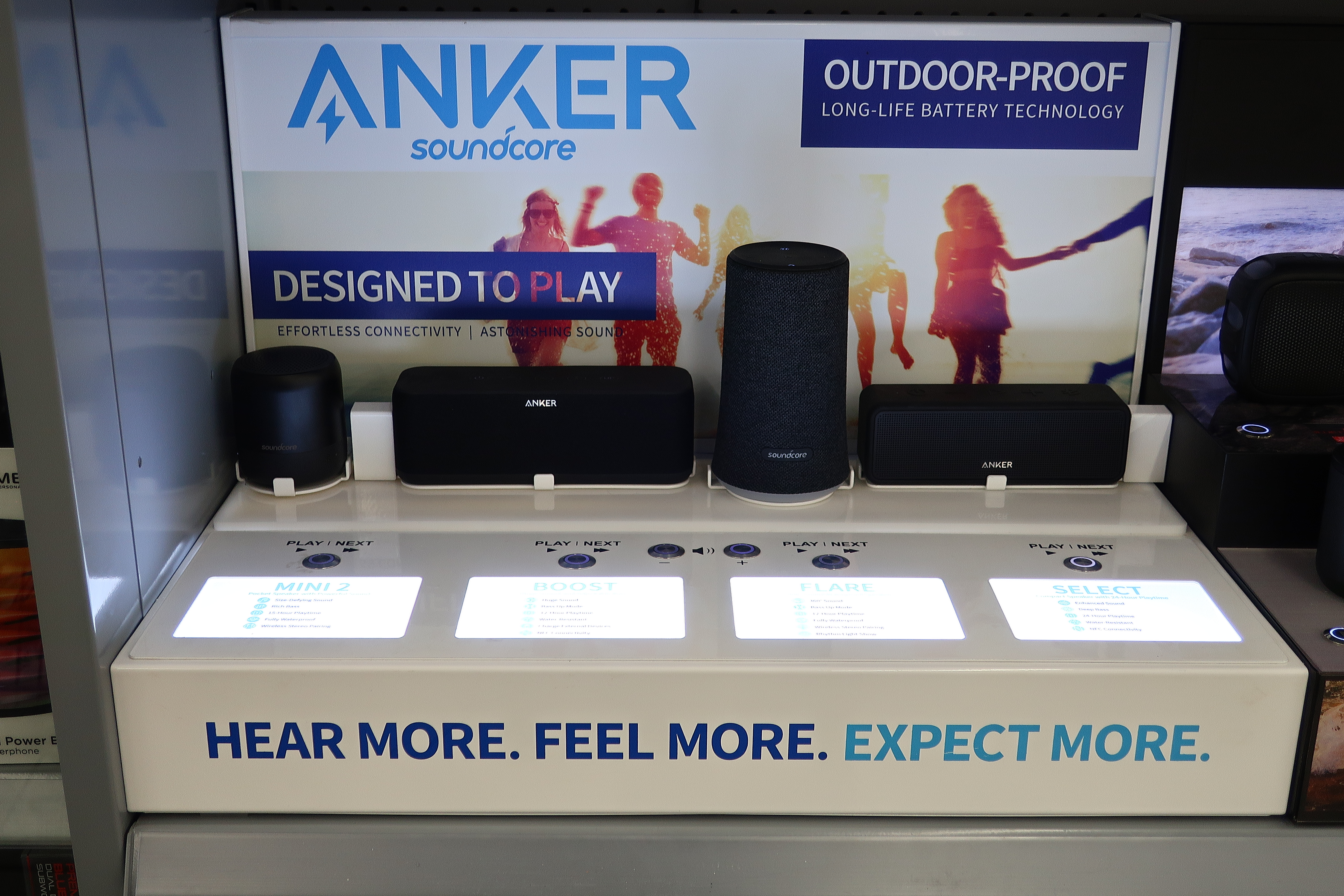
Một kệ trưng bày loa Anker SoundCore

Steven Yang thành lập Anker vào năm 2011 sau khi làm kỹ sư phần mềm cho Google ở California. Sau đó anh chuyển đến Thâm Quyến, Trung Quốc. Đầu năm 2012, Dongping Zhao, người đứng đầu bộ phận bán hàng của Google tại Trung Quốc đã được thuê vào công ty. Năm 2012, Anker đã chuyển trọng tâm từ pin máy tính sang bộ sạc pin cho điện thoại thông minh.
Anker duy trì các công ty con ở Hoa Kỳ, Đức, Anh, Nhật Bản và Trung Quốc. Trước năm 2017, các thiết bị Anker gần như được bán độc quyền trên Amazon Marketplace. Anker hiện bán sản phẩm của họ trên trang web của họ và tại các nhà bán lẻ lớn, bao gồm Best Buy, Target và Walmart
Năm 2018, Zhao trở thành chủ tịch của Anker Innovations.

## Sản phẩm
Sản phẩm của Anker là các phụ kiện sạc điện thoại di động, sạc dự phòng, cáp sạc và cổng sạc. Anker cũng sản xuất các thiết bị gia dụng thông minh và các thiết bị bảo mật Eufy, máy chiếu video cầm tay Nebula, tai nghe Bluetooth và loa Soundcore và phụ kiện xe hơi ROAV.

## Tranh cãi
Vào năm 2016, một loạt cáp sạc Anker USB-C đã bị lỗi sản xuất có khả năng gây hư hỏng cho phần cứng được kết nối và dẫn đến bị thu hồi.